# Grecy w Polsce

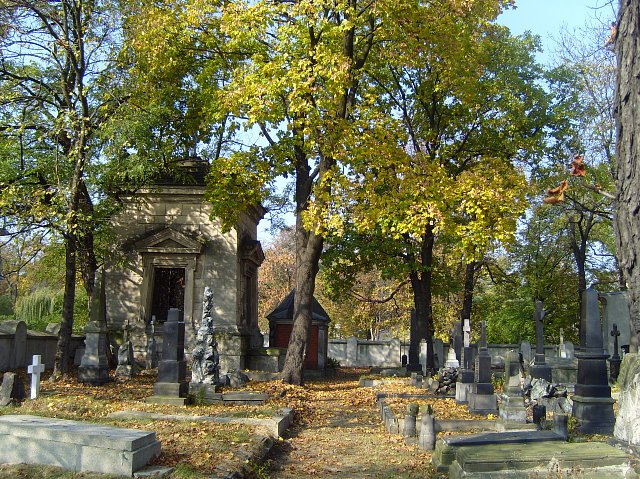
Cmentarz grecko-prawosławny w Kaliszu (2007)

Grecy w Polsce – ogół Greków, lub osób greckiego pochodzenia, żyjących w Polsce.

## Historia

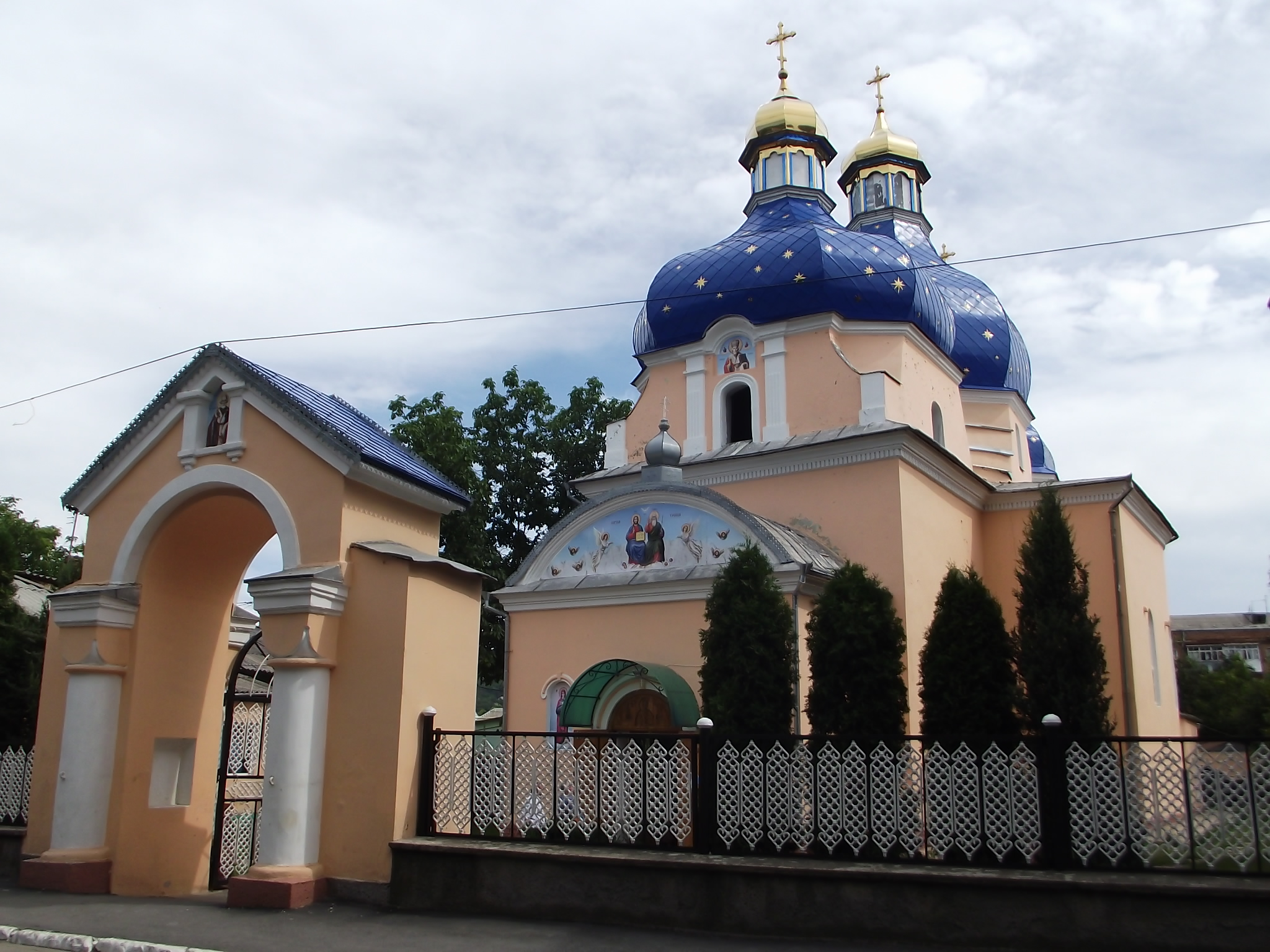
Sobór św. Mikołaja w Mohylowie Podolskim

Grecy w Polsce osiedlali się od średniowiecza. W I Rzeczypospolitej Grecy zamieszkiwali między innymi Lwów, Zamość, Poznań, Mohylów Podolski, Lublin i Warszawę. We Lwowie osiedlali się już w XIV i XV wieku, a w drugiej połowie XVI wieku stanowili zwartą grupę etniczną. Wtedy też z fundacji greckiego kupca Konstantego Korniakta została wzniesiona przy cerkwi Wołoskiej renesansowa wieża, zwaną wieżą Korniakta. W Zamościu Grecy mogli zamieszkiwać od 1589 roku. W początkach XVII wieku zamojscy Grecy wznieśli drewnianą cerkiew św. Mikołaja. W Poznaniu byli obecni najpóźniej od 1590 roku. W 1767 w jednej z kamienic przy Starym Rynku powstała grecka kaplica prawosławna. W Mohylowie Grecy osiedlali się po założeniu miasta przez Stefana Potockiego u schyłku XVI wieku. W 1754 ufundowali tu budowę cerkwi św. Mikołaja. W Lublinie, za zgodą króla Stanisława Augusta Poniatowskiego, nieliczni lokalni Grecy wznieśli cerkiew św. Narodzenia Najświętszej Marii Panny. Warszawscy Grecy wznieśli kaplicę prawosławną dopiero po rozbiorach Polski – w 1818 roku.
Duża fala migracji miała miejsce w latach 1949–1951. Po zakończeniu wojny domowej w Grecji Polska przyjęła 12 tys. Greków i Macedończyków popierających partyzantkę DSE. Zorganizowano dla nich szpital polowy w Dziwnowie na Wolinie. Był to wówczas pierwszy tak duży szpital chirurgii wojennej i rehabilitacji na terenie Polski. Wielu Greków zamieszkało następnie na Dolnym Śląsku, w tym około 9 tys. w Zgorzelcu, oraz w rejonie Ustrzyk Dolnych (Krościenko, Jureczkowa, Liskowate, Grąziowa). Ponad 3 tysiące osieroconych dzieci greckich trafiło do domów dziecka, głównie w Policach, do momentu odszukania kogoś z ich rodziców, zwykle wśród greckich partyzantów. Rodziców około 500 dzieci nie udało się odszukać, zapewne dzieci te były już sierotami naturalnymi.
W 1953 roku powstał skupiający uchodźców Związek Uchodźców Politycznych z Grecji w Polsce im. Nikosa Belojannisa.

## Liczebność i rozmieszczenie

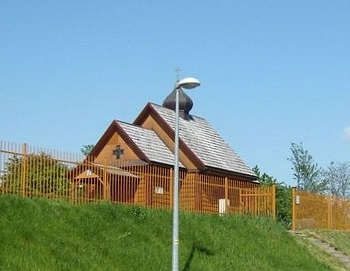
Cerkiew Świętych Konstantyna i Heleny w Zgorzelcu

Według wyników Narodowego Spisu Powszechnego w 2002 Polskę zamieszkiwało 1404 Greków. Spis wykazał też 2793 obywateli polskich, urodzonych w Grecji. Języka greckiego w kontaktach domowych używało 3166 osób, spośród których 2759 legitymowało się polskim obywatelstwem. Z badań PAN wynika też, że przeważają rodziny mieszane (grecko-polskie).
Największe skupiska Greków w Polsce występowały we Wrocławiu (200 osób), gminie Police i w Zgorzelcu (po 55 osób), w Świdnicy (40 osób), w gminie Ustrzyki Dolne (24 osoby) w Bielawie (14 osób) oraz Bielsku-Białej (kilkanaście osób). Osoby urodzone i wychowane w Polsce przez pierwsze lata pobytu są postrzegane w Grecji jako obce kulturowo, „Polacy”.
Według Narodowego Spisu Powszechnego w 2011 3600 osób zadeklarowało narodowość grecką, z czego 1083 jako pierwszą (w tym 657 jako jedyną). 2858 spośród osób deklarujących narodowość grecką zadeklarowało jednocześnie narodowość polską. 1609 osób zadeklarowało używanie języka greckiego w domu, z czego aż 943 osoby zadeklarowały jednocześnie jedynie polską identyfikację narodową. 928 osób wskazało na język grecki jako język ojczysty.

## Przedstawiciele

### I Rzeczpospolita
- Piotr Arkudiusz – teolog
- Konstanty Korniakt – lwowski kupiec
- Zofia Potocka – kurtyzana

### XIX wiek
- Jan Konstanty Żupański – poznański księgarz i wydawca

### XX wiek
- Apostolis Anthimos – muzyk
- Nikos Belojanis – działacz społeczny i organizator KPG, przez prawie rok przebywający w Polsce jako uchodźca. W 1950 wrócił do Grecji, gdzie został stracony (jego proces poruszył opinię publiczną wielu krajów świata).
- Nikos Chadzinikolau – pisarz
- Ares Chadzinikolau – muzyk
- Mikis Cupas – muzyk zespołu Wilki
- Andrzej Cyrikas - pastor protestancki
- Michał Hrisulidis – artysta malarz i scenograf
- Niki Ikonomu – wokalistka zespołów Filipinki i Pro Contra
- Stathis Jeropulos – artysta malarz, plastyk, projektant mody
- Kostek Joriadis – muzyk
- Thanasis Kamburelis – matematyk, informatyk, pedagog, kierownik zespołu konstrukcyjnego komputerów serii Odra, wraz z żoną współautor Podręcznego słownika polsko-greckiego i takiegoż grecko-polskiego (Wydawnictwo „Wiedza Powszechna”)
- Grzegorz Kostrzewa-Zorbas – politolog, dziennikarz, polityk
- Milo Kurtis – muzyk
- Christos Mandzios – rzeźbiarz, wykładowca Akademii Sztuk Pięknych we Wrocławiu
- Dimos Milopoulos – brat Eleni, artysta malarz, plastyk
- Ewdoksia Papuci-Władyka - archeolog
- Telemach Pilitsidis – artysta malarz, pisarz
- Paulos Raptis – tenor operowy
- Nikos Rusketos – muzyk
- Maja Sikorowska – piosenkarka
- Jorgos Skolias – muzyk
- Karina Skrzeszewska – śpiewaczka operowa
- Theofilos Wafidis – restaurator
- Ilias Wrazas – filozof, poeta, muzyk, wykładowca akademicki, autor książek
- Nikos Tavlas – lekarz kardiolog
- Eleni Tzoka (Eleni) – piosenkarka

## Działalność w Polsce
W Zgorzelcu w latach 2001 i 2002 społeczność grecka współfinansowała budowę cerkwi śś. Konstantyna i Heleny.
27 kwietnia 2007 powstało Stowarzyszenie Greków w Polsce „Odyseas” a 15 grudnia 2008 powstało Towarzystwo Greków w Łodzi.
Miejski Dom Kultury w Zgorzelcu organizuje latem międzynarodowe festiwale piosenki greckiej.